# ペン・バッジリー
ペン・デイトン・バッジリー（Penn Dayton Badgley, 1986年11月1日 - ）は、アメリカ合衆国の俳優、ミュージシャン。

## 来歴

### 生い立ち
メリーランド州ボルチモア出身。バージニア州リッチモンドやワシントン州シアトルで育ち、チャールズ・ライト・アカデミーやシアトル・チルドレン・シアターで演技を学び、子供向けラジオのナレーションをしていた。
11歳の時に母親と共にハリウッドに移る。南カリフォルニア大学への入学を許可されているが、入学を延期している。

### キャリア
最初の仕事は任天堂のゲーム『マリオゴルフ64』の声優である。『ウィル&グレイス』や『恋するマンハッタン』などのテレビシリーズにゲスト出演し、ソープオペラ『The Young and the Restless』で初主演を果たす。
2007年公開の『モテる男のコロし方』や同年放送開始の『ゴシップガール』で注目を集める。
2014年初めに、彼とバンドメンバーは、MOTHERという名の元で、Easyという曲をsound cloudにリリース。一ヶ月後にはバンド名のスペルをMOTHXRとした。彼らは2016初めにデビューアルバムをリリースする事を予定している。
2018年より、キャロライン・ケプネスの小説『YOU』を原作とするドラマシリーズ『YOU -君がすべて-』で主人公のジョー・ゴールドバーグを演じている。アメリカでは当初Lifetimeで放映されたが、その後Netflixが権利を獲得、世界的に配信されると人気が爆発。2019年12月26日にはシーズン2が、2021年10月5日にはシーズン3が、2022年２月10日よりシーズン4が公開された。
2022年5月より、ポッドキャスト「Podcrushed」でNava KavelinとSophie Ansariと共同司会者を務めている。

## 私生活
テレビドラマ『ゴシップガール』出演中に共演者のブレイク・ライヴリーと3年に渡り交際していたが、2010年9月に破局。2011年10月からはゾーイ・クラヴィッツと交際していたが、2013年に破局した。
2017年2月に歌手のドミノ・カークと結婚。2020年9月には第一子となる男児が誕生した。

## フィルモグラフィ
役名の太字表記は主演。

### 映画
| 年   | 題名                                                                 | 役名               | 吹替         |
| ---- | -------------------------------------------------------------------- | ------------------ | ------------ |
| 2001 | ハードコア・デイズ The Fluffer                                       | ショーン           | (吹替版なし) |
| 2006 | モテる男のコロし方 John Tucker Must Die                              | スコット・タッカー | 森川智之     |
| 2007 | デスバーガー Drive Thru                                              | ヴァン             | (吹替版なし) |
| 2009 | ステップファーザー 殺人鬼の棲む家 The Stepfather                     | マイケル           | (吹替版なし) |
| 2010 | 小悪魔はなぜモテる?! Easy A                                          | トッド             | 赤羽根健治   |
| 2011 | マージン・コール Margin Call                                         | セス・ブレッグマン | 佐藤俊輔     |
| 2014 | グッバイ・アンド・ハロー 父からの贈りもの Greetings from Tim Buckley | ジェフ・バックリィ | (吹替版なし) |
| 2015 | アナーキー Cymbeline                                                 | ポステュマス       | 関雄         |
| 2021 | 幸せは、ここにある Here Today                                        | レックス・バーンツ | (吹替版なし) |

### テレビシリーズ

#### テレビドラマ
| 年        | 題名                                                          | 役名       | 備考        |
| --------- | ------------------------------------------------------------- | ---------- | ----------- |
| 2000-2001 | ザ・ヤング・アンド・ザ・レストレス The Young and the Restless | フィリップ | 計6話出演   |
| 2002-2003 | トワイライト・ゾーン Twilight Zone                            | トレース   | 計1話出演   |
| 2007-2012 | ゴシップガール Gossip Girl                                    | ダン       | 計121話出演 |

#### WEB配信ドラマ
| 年        | 題名                 | 役名                   | 配信局               | 備考              |
| --------- | -------------------- | ---------------------- | -------------------- | ----------------- |
| 2018-2023 | YOU -君がすべて- YOU | ジョー・ゴールドバーグ | Netflix(シーズン2〜) | 計40話出演 兼製作 |

## 参照
1. ↑  September 05, Samantha Highfill. “Penn Badgley and Sera Gamble's 'YOU' puts a twist on the modern-day love story” (英語). EW.com. 2023年4月7日閲覧。
2. ↑  “‘You’ was ignored on Lifetime. Then it blew up on Netflix. What does it mean for TV’s future?” (英語). Washington Post. ISSN 0190-8286 2023年4月7日閲覧。
3. ↑  Low, Elaine (2019年12月13日). “Inside ‘You’ Season 2 on Netflix: We’re Not in Manhattan (or Lifetime) Anymore” (英語). Variety. 2023年4月7日閲覧。
4. ↑  D'Addario, Daniel (2021年10月15日). “Netflix’s ‘You’ Seeks Vindication for Penn Badgley’s Joe in Creatively Depleted Season 3: TV Review” (英語). Variety. 2023年4月7日閲覧。
5. ↑  Longeretta, Emily (2022年9月24日). “‘You’ Season 4 Premiere Date Revealed at Netflix, Teaser Introduces New Cast” (英語). Variety. 2023年4月7日閲覧。
6. ↑  May 17, Lester Fabian Brathwaite. “Penn Badgley and Leighton Meester met before 'Gossip Girl' on horror movie neither has seen” (英語). EW.com. 2023年4月7日閲覧。
7. ↑  “Blake Lively Match Isn't Just 'Gossip'”. Daily News (2007年12月24日). 2009年11月13日閲覧。
8. ↑  “Rep: Blake Lively, Penn Badgley Split!”. Us Weekly (2010年10月27日). 2010年10月7日閲覧。
9. ↑  Ravitz, Justin (2011年10月5日). “PIC: Penn Badgley, Zoe Kravitz Hold Hands”. US Weekly. 2011年10月9日閲覧。
10. ↑  Watkins, Jade (2011年12月24日). “Bikini-clad Zoe Kravitz and Penn Badgley enjoy some poolside passion”. Daily Mail. 2012年6月18日閲覧。
11. ↑  Johnson, Zach. “Exclusive: Penn Badgley and Zoe Kravitz Split”. US Weekly. 2013年6月11日閲覧。
12. ↑  “「ゴシップガール」のダン・ハンフリー、ペン・バッジリーが2度目の結婚式！”. シネマトゥデイ. (2017年6月17日) 2020年3月4日閲覧。
13. ↑  “He's Here! Penn Badgley and Domino Kirke Welcome Their First Child” (英語). Peoplemag. 2023年4月7日閲覧。